# Mudardara
Mudardara (arab. مذرذرة, Mudardarah; fr. Méderdra) – miasto w Mauretanii, w regionie At-Tarariza, siedziba administracyjna departamentu Mudardara i gminy Mudardara. W 2000 roku liczyło ok. 6,9 tys. mieszkańców.

## Geografia
Miasto jest położone w południowo-zachodniej Mauretanii, 150 km na południowy wschód od Nawakszutu, 55 km na północ od Rosso i 65 km na wschód od Oceanu Atlantyckiego.

## Transport
Miasto leży na trasie planowanej linii kolejowej biegnącej z Kajhajdi do Nawakszutu.